# Željko Župetić
Željko Župetić (Velika Gorica, 23. rujna 1967.) bivši je hrvatski nogometni reprezentativac.
Veći dio svoje karijere proveo je u NK Zagrebu, s kratkim periodima u Izraelu i u Rijeci.
Župetić ima i jedan nastup za hrvatsku nogometnu reprezentaciju, 19. lipnja 1991. u gostujućoj pobjedi protiv Slovenije (0:1).